# Индустри (Илиноис)
Индустри (енгл. Industry) град је у америчкој савезној држави Илиноис.

## Демографија
По попису из 2010. године број становника је 478, што је 62 (-11,5%) становника мање него 2000. године.
| Група             | 2000.       | 2010.       |
| Белци             | 524 (97,0%) | 469 (98,1%) |
| Афроамериканци    | 2 (0,4%)    | 0 (0,0%)    |
| Азијати           | 3 (0,6%)    | 1 (0,2%)    |
| Хиспаноамериканци | 5 (0,9%)    | 5 (1,0%)    |
| Укупно            | 540         | 478         |